# Ampolu
Ampolu is een bestuurslaag in het regentschap Padang Lawas van de provincie Noord-Sumatra, Indonesië. Ampolu telt 658 inwoners (volkstelling 2010).